# Ralph Delahaye Paine
Pour les articles homonymes, voir Paine.
Ralph Delahaye Paine (28 août 1871 - 29 avril 1925) est un journaliste américain et un auteur populaire du début du xxe siècle.

## Biographie
Il est né à  Lemont dans l'Illinois, fils du révérend Samuel Delahaye Paine. Celui-ci était originaire de Londres et avait servi dans l'armée britannique lors de la guerre de Crimée avant d'émigrer aux États-Unis en 1856.
Après avoir fréquenté la Hillhouse High School à New Haven (Connecticut), il entre à l'université Yale dont il devient diplômé en 1894.

## Ouvrages
- The Praying Skipper and Other Stories (1906) (traduit en français par Jacques des Gachons sous le titre Une Victoire inattendue et cinq autres nouvelles)
- The Story of Martin Coe (1906)
- The Romance of an Old-Time Ship Master (1907)
- J. Archibald McKackney (1907)
- The Greater America (1907)
- The Stroke Oar (1908)
- College Years (1909)
- The Ships and Sailors of Old Salem (1909)
- The Head Coach and The Fugitive Freshman (1910)
- Sandy Sawyer, Sophomore (1911)
- The Book of Buried Treasure (1911)
- The Wrecking Master (1911)
- A Cadet of the Black Star Line (1912)
- The Dragon and the Cross (1912)
- Campus Days (1912)
- The Judgments of the Sea (1912)
- The Steam-shovel Man (1913)
- The Adventures of Captain O'Shea (1913)
- The Wall Between (1914)
- The Twisted Skein (1915)
- The Long Road Home (1916)
- Sons of Eli (1917)
- The Fighting Fleets (1918)
- American Destroyers in the War Zone (1918)
- The Call of the Off-Shore Wind (1918)
- The Fight for a Free Sea, a Chronicle of "Mr. Madison's War" (1918) (Chronicles of America)
- The Old Merchant Marine, a Chronicle of American Ships and Sailors (1919) (Chronicles of America)
- Ships Across the Sea  (1920)
- The Corsair in the War Zone (1920)
- The Public School Problem in New Hampshire (1920)
- First Down, Kentucky! (1921)
- Lost Ships and Lonely Seas (1921)
- Roads of Adventure (1922) (autobiographical)
- Blackbeard-Buccaneer (1922)
- Comrades of the Rolling Ocean (1923)
- Privateers of '76 (1923)
- Four Bells and Joshua Barney, a Forgotten Hero (1924)
- In Zanzibar (1925)
- The First Yale Unit (1925)
- The Golden Table
- The Careless Sophomore (one act play)
- The Troubles of Juliet (one act play)
- The Pig with the Twisted Tail (screenplay)
- Too Much Pie (screenplay)
- The Skipper's Guest (screenplay)
- American College Football (Sportsman's Library)